# Estocade
Cet article possède un paronyme, voir Estacade.
L’estocade est le coup d'épée (« estoc ») par lequel, à la corrida, le matador met à mort le taureau.

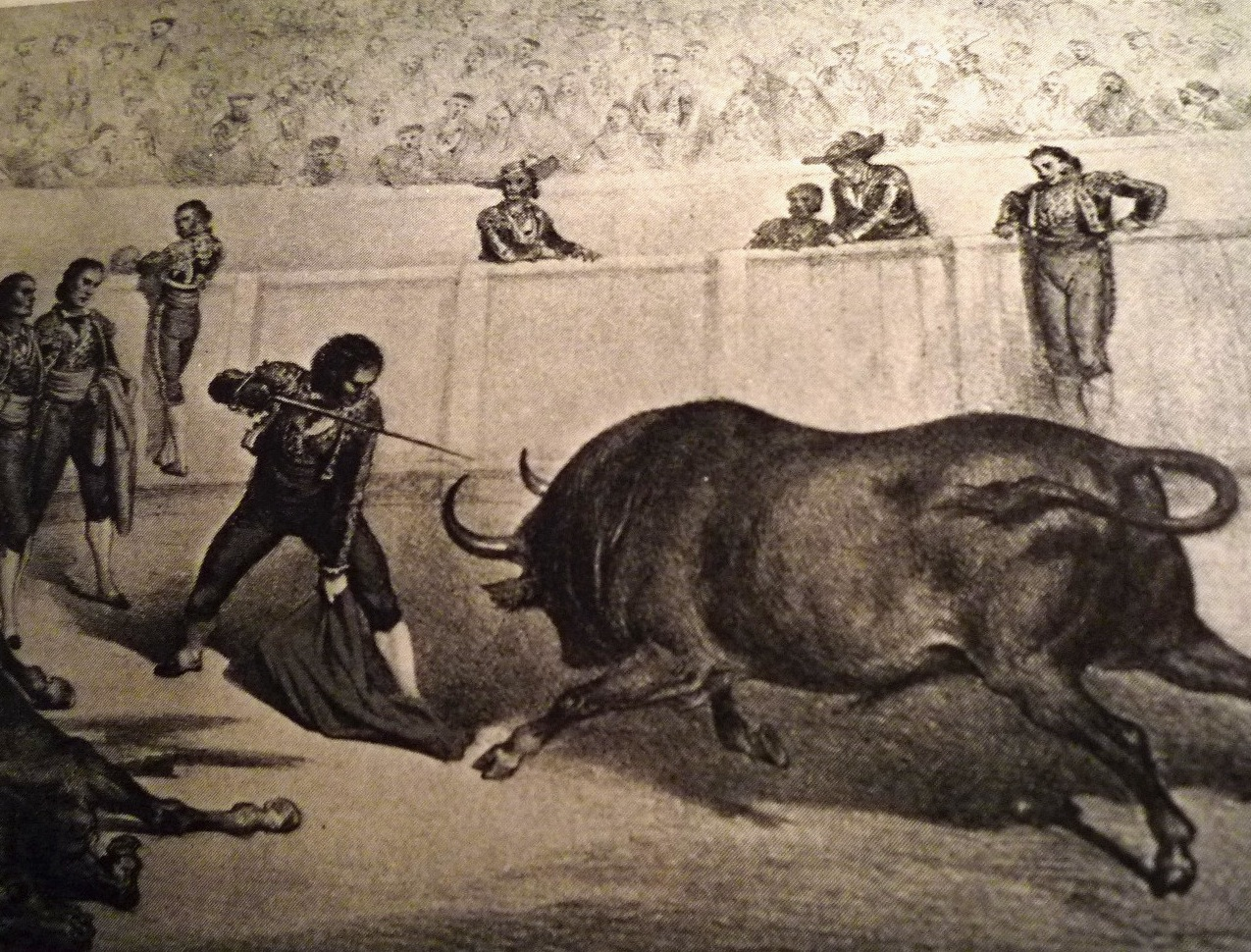
Estocade par Gustave Doré (1905).

## Présentation

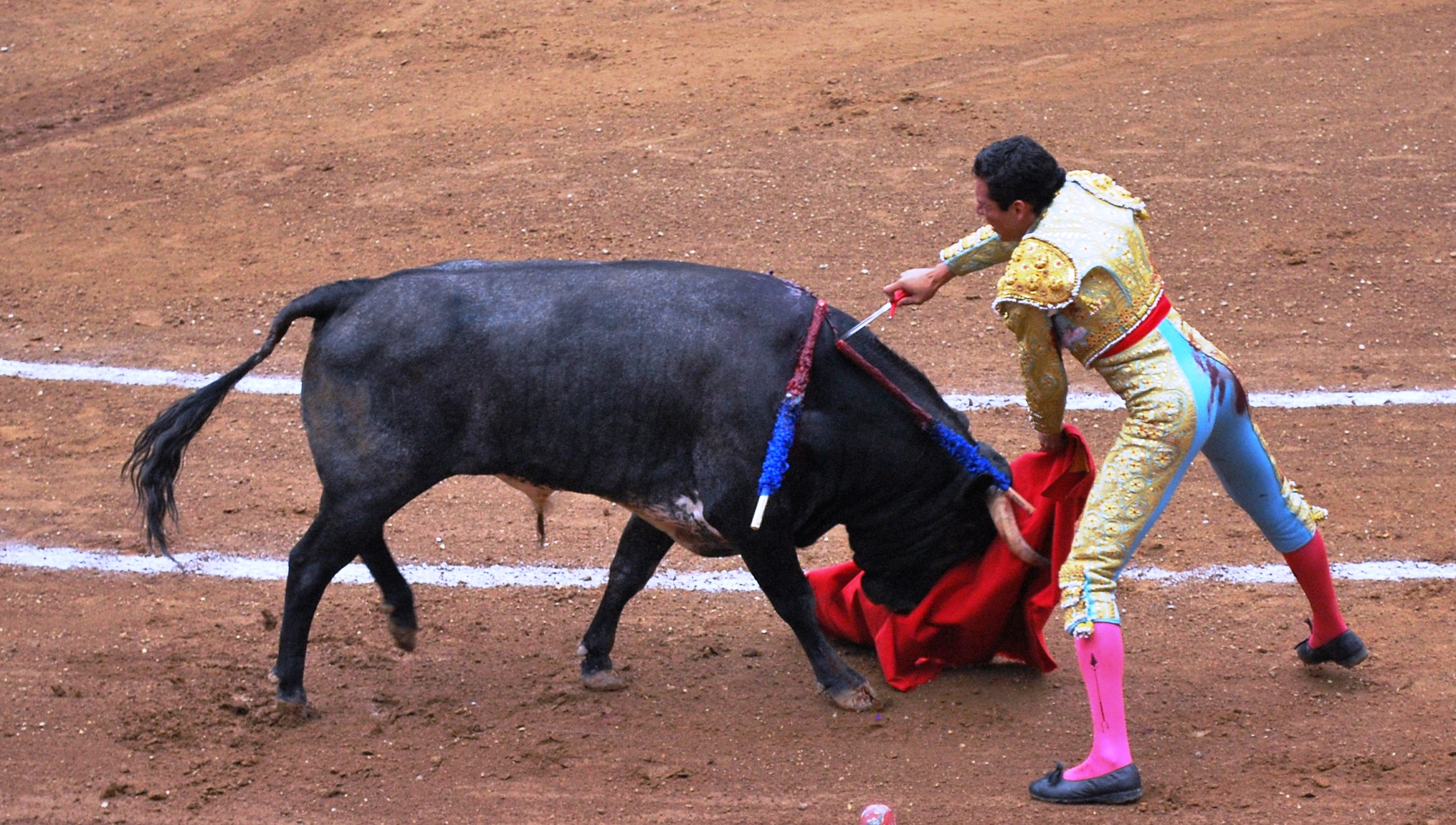
Matador portant l'estocade (Jaime Manuel Ruiz Torres aux arènes de Mexico).

Elle fut longtemps l'acte principal de la corrida, celui par lequel le matador (tueur en espagnol) montrait son adresse et sa bravoure. Même si le taureau est blessé et fatigué, c'est un moment des plus dangereux car, selon les canons de la corrida, le matador doit porter l'estocade de face, se présentant ainsi dans le berceau des cornes du taureau.
Avec les évolutions de la corrida, notables notamment depuis Manolete, la faena de muleta a pris une importance accrue. L’estocade reste cependant le point culminant d'une corrida et le moment qui détermine, du moins dans les arènes de qualité, l’attribution ou non de trophées au matador. Il importe surtout de considérer le geste du matador qui s'engage, et le lieu où il a frappé. Le reste est secondaire du point de vue tauromachique. Il existe plusieurs manières de porter l'estocade. Mais quelle que soit la technique employée, c'est toujours la main gauche qui conduit la tête du taureau vers la droite. Le maniement de la muleta est donc important pour préparer le geste de la main droite qui pousse l'épée. Estoquer, c'est véritablement toréer de la gauche.

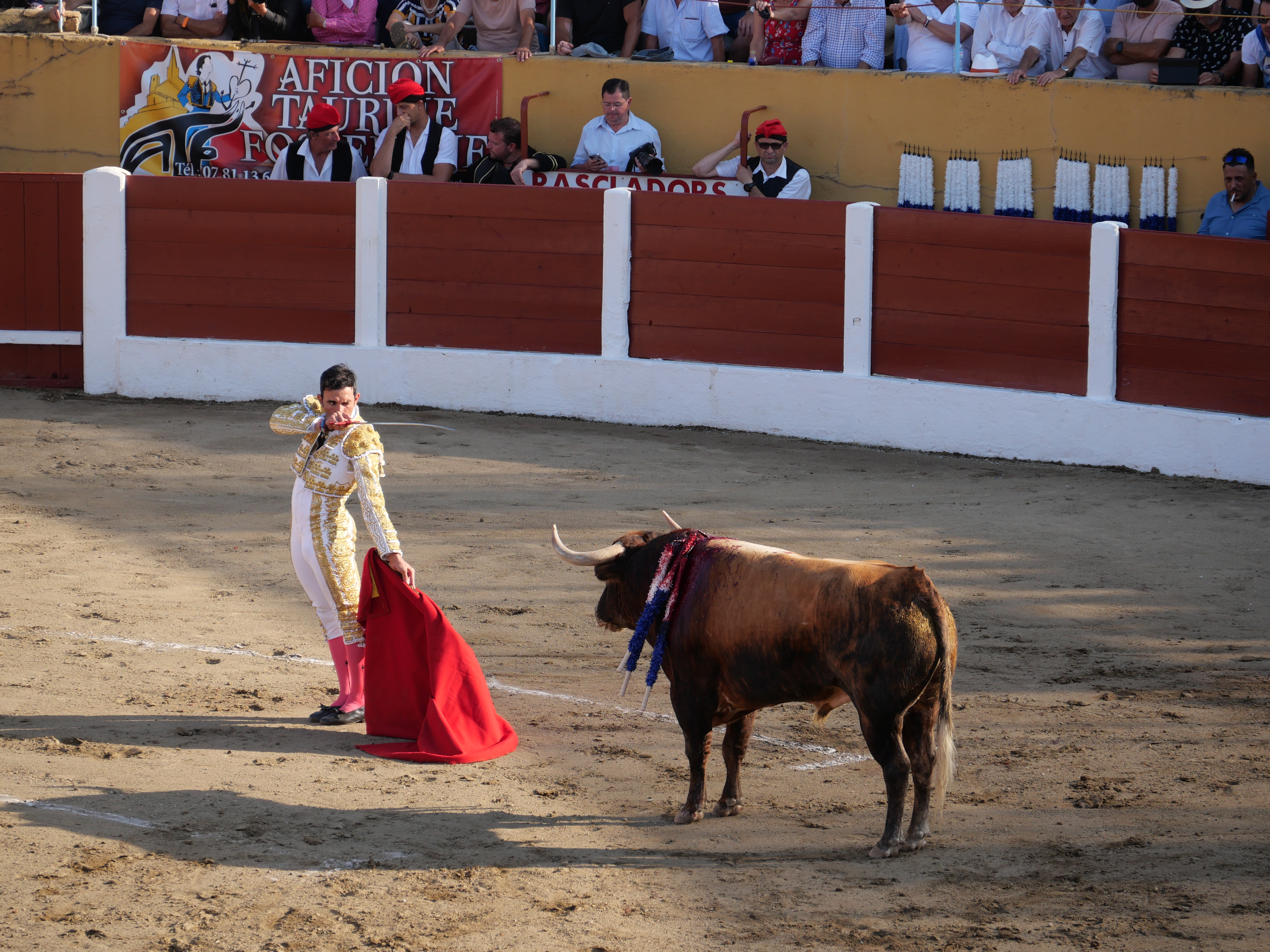
Préparation de l'estocade.
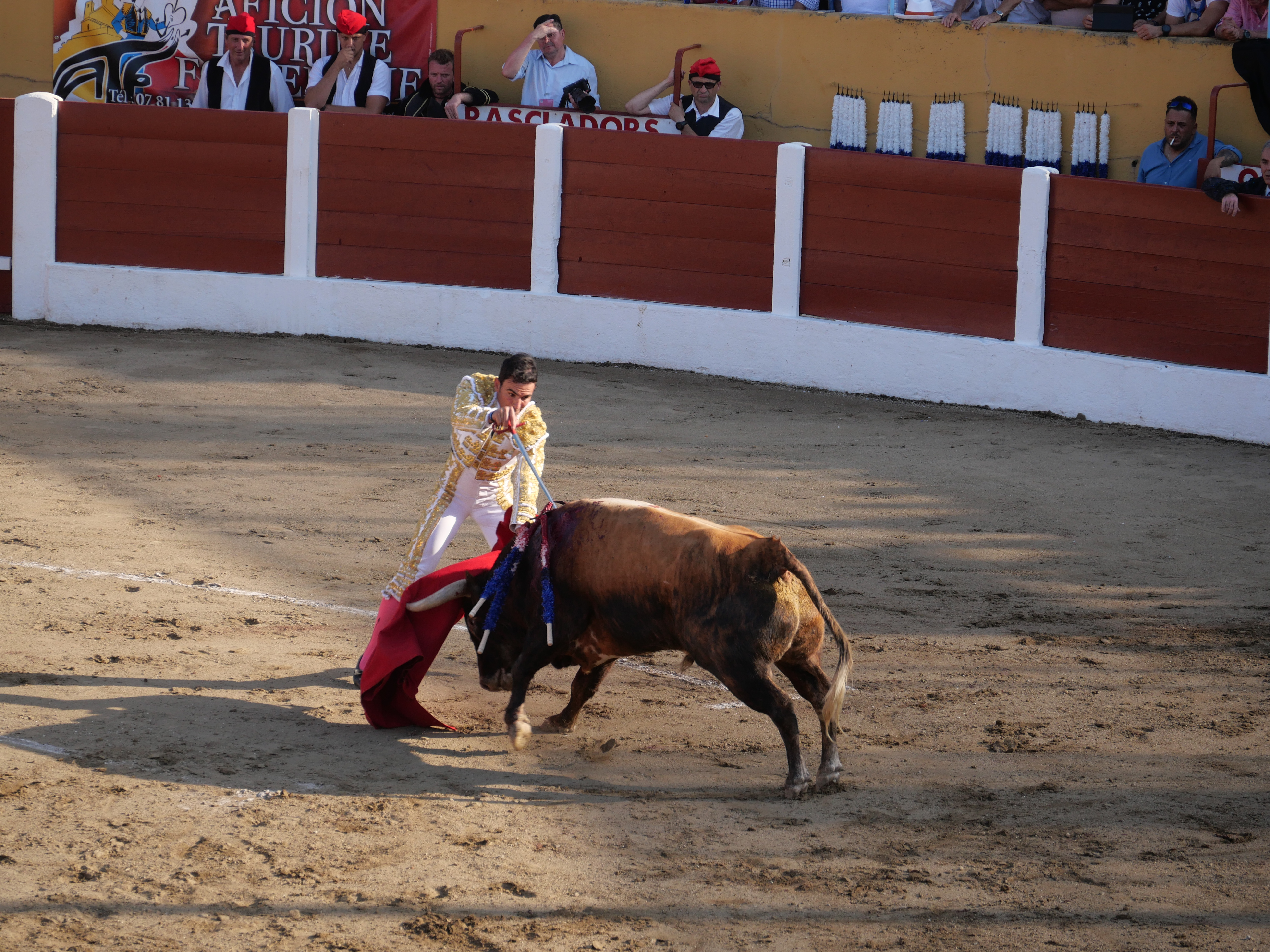
L'estocade.

## Al volapié
La plus fréquente  est « al volapié ». Le taureau est immobilisé, le matador se « jette » sur le taureau pour l’estoquer. Le matador doit attendre que le taureau soit fermement campé sur ses quatre pattes avec la tête légèrement baissée. Le matador adopte alors une position de trois quarts face, il enroule la muleta autour de l'épée pour laisser flotter juste le morceau d'étoffe nécessaire, il vise tout en appelant l'attention du taureau, et il part en ligne droite vers l'animal immobile. Puis il dévie la tête du taureau en plaçant la muleta sous son mufle et engage le bras droit sans cesser d'avancer,. Cette technique a été inventée par Costillares, et perfectionnée par Luis Mazzantini. Abandonnée jusque dans les années 1950, elle est maintenant l'estocade la plus courante. Elle permet d'estoquer des taureaux dont la charge a été réduite par une faena trop longue.

## A recibir

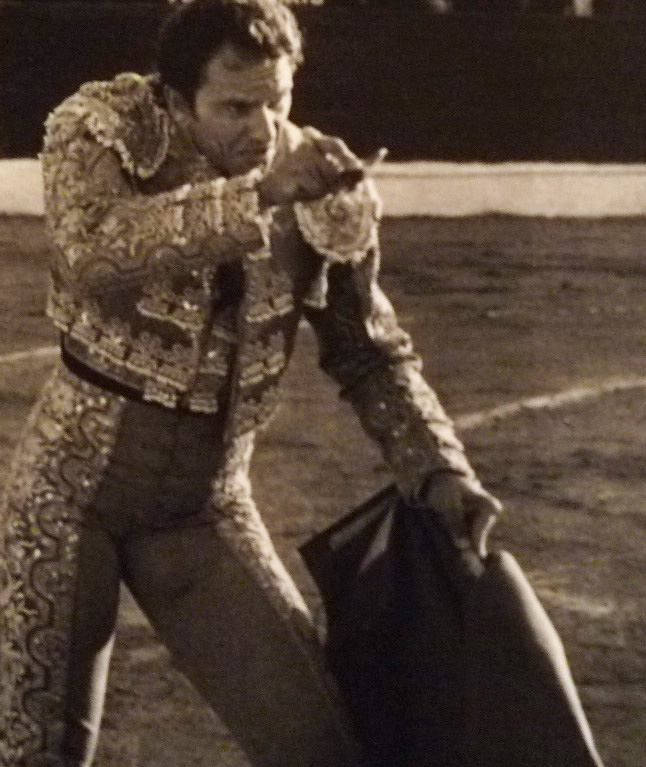
Estocade a recibir par Julio Apricio Diaz.

La plus difficile, la plus méritoire et la moins employée des estocades jusqu'à la fin du XXe siècle et au début du XXIe siècle est celle appelée « a recibir ».
Cette méthode, qui avait été abandonnée par la plupart des matadors, a été remise à l'honneur au début des années 1990, par le Colombien César Rincón, puis par les matadors de la fin du XXe et du début de XXIe siècle notamment : Julio Aparicio Díaz, Sébastien Castella, Joselito, José Tomás et d'autres.
Le matador reste immobile, il déclenche la charge du taureau et l’estoque. « Paquirri » et Paco Camino estoquaient souvent de cette manière ; aujourd’hui, le Français « Juan Bautista » le fait régulièrement. Recibir, (du verbe recevoir en espagnol), suppose que le taureau ait de la charge et réponde encore aux sollicitations du matador qui l'attend pour le recevoir. Il faut aussi que le torero puisse à la fois dévier la charge du taureau avec la muleta tenue dans la main gauche, et loger l'épée de la main droite. Il existe une variante de ce a recibir : l'estocade aguantando que le matador exécute lorsqu'il doit faire face à une attaque imprévue de l'animal, au moment où il préparait la suerte de recibir. Le taureau s'élance avant d'avoir été cité. L'homme est alors déséquilibré et doit exécuter l'estocade non plus en restant immobile, mais en remuant les pieds pour esquiver la charge et éviter une blessure.

## Al encuentro
Le matador provoque la charge du taureau et profite de l'élan de l'animal pour aller à sa rencontre, l'épée étant placée à mi-parcours entre le matador et le taureau.

## Estocades de recours
Les estocades dites de recours (recorte) ne sont pas aussi honorables que le recibir ou le volapié, mais elles permettent d'exécuter les taureaux qui ne se laissent pas approcher de face. Il s'agit de : l'estocade media-vuelta (au demi-tour) où le matador provoque le taureau en se plaçant derrière lui à courte distance, et l'estocade al revuelo (par surprise) où le matador dévie le taureau d'un côté, et enfonce l'épée de l'autre.

## La valeur des estocades

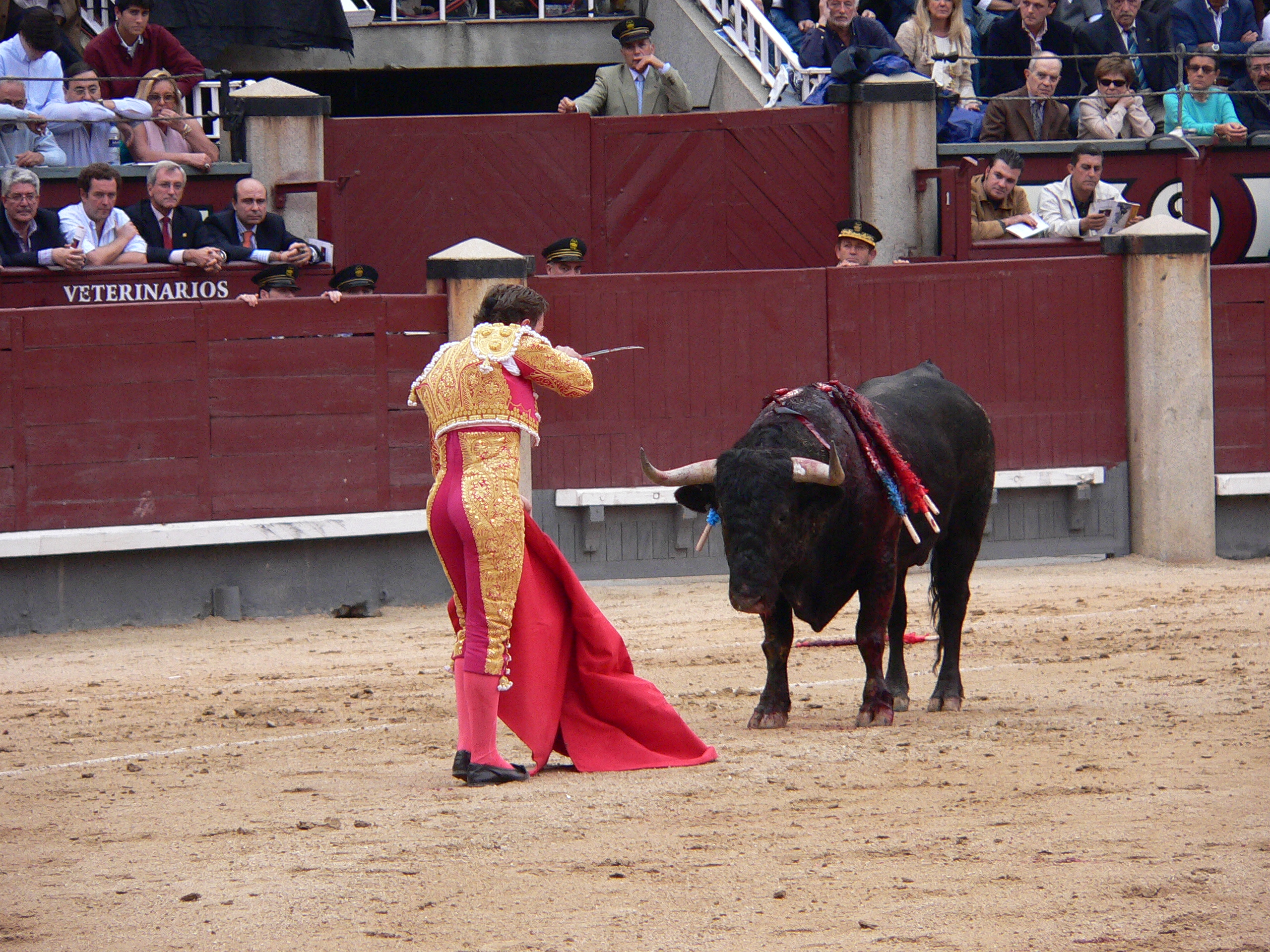
Matador portant l'estocade à Madrid en 2005.

L’estocade doit se faire dans la « croix » (espagnol : cruz), zone de quelques centimètres carrés située à hauteur du garrot, entre la colonne vertébrale et l’omoplate droite. Le matador peut cependant, en s’engageant davantage, placer son épée sur le côté gauche de la colonne vertébrale ; l’estocade est alors dite « contraire ». On ne peut toutefois juger de la valeur de l’estocade en se référant à son seul emplacement ; la qualité d’une estocade dépend avant tout de manière dont celle-ci a été portée : le matador a-t-il cité (« appelé ») le taureau de près, est-il allé droit au taureau, en corto y por derecho (« court et droit »), a-t-il décomposé ses gestes, a-t-il basculé au ralenti par-dessus la corne droite pour sortir le long du côté du taureau ? Si oui, il a réalisé une grande estocade. Est-il passé très vite en cachant la tête du taureau à l’aide de sa muleta ? Même si l’épée est bien placée, il s’agit là d’une estocade plus habile que bien portée.
L'estocade metisaca ou encore mete y seca (« il met et il retire »), autrefois très employée par les matadors, surtout les rejoneadors qui devaient descendre de cheval et exécuter le taureau avec le moins de risques possibles, a été pratiquement éliminée depuis les grandes démonstrations de El Tato. Elle consiste à planter l'épée sans la lâcher et à la retirer aussitôt, ce qui permet au matador maladroit les défauts de l'estocade. Lorsque l'épée rencontre un os, ce qui interdit toute pénétration, cette estocade ratée porte le nom de pinchazo. Si le matador garde l'épée dans la main, le pinchazo ne le pénalise pas pour l'attribution de trophées. On dit qu'il est sincère. S'il a lâché l'épée, cela compte pour un essai raté. Il risque de perdre un trophée.

## Estocade simulée
Il arrive parfois que le taureau soit gracié (indultado). Dans ce cas, l'estocade est simulée (indulto), le matador posant le plat de la main sur le dos du taureau, à l’emplacement où en principe, l’épée devrait pénétrer. Ou bien il simule la mise à mort avec une banderille qu'il n'enfonce pas.

## La dénomination des estocades

### Selon la direction de l'épée
Placée dans l'axe du taureau, l'estocade est perpendiculaire, c'est-à-dire placée entre un angle de 45 ou 60  degrés. Si elle est horizontale, placée  parallèlement au garrot et se perd dans les muscles superficiels, elle est tendida. Si elle est de travers, croisée, on parle d'estocade  atraversada.

### Selon la profondeur
Le pinchazo déjà cité. Il a plus de valeur lorsqu'il est porté par un torero entrant droit, tandis que dans le pinchazo hondo, la lame pénètre peu et tombe. L'estocade metisaca ou encore mete y seca a peu de valeur. L'estocade courte, (un tiers de lame) peut rester en place et suffit parfois. L'estocade profonde ou honda désigne un trois-quart d'épée. L'estocade entière ou entera ou estoconazo (jusqu'aux ongles) est faite en se mouillant les doigts selon l'expression  du mundillo.

### Selon l'emplacement
L'estocade en la cruz est l'estocade portée exactement dans la croix, entre les deux omoplates. L'estocade delantera est portée en avant de la croix, d'une longueur d'environ une main. La pasada est en arrière de la croix, la trasera est encore plus en arrière que la pasada (plus d'une main de distance), la pescuecera est encore plus en avant que la delantera. La caida est une estocade portée à gauche de la croix  et la baja encore plus à gauche.
Le bajonazo est une estocade basse, peu glorieuse. Si devant un taureau difficile, le matador est obligé de s'en débarrasser par une estocade basse (baja), le bajonazo dérivé de baja est au contraire un coup porté sans vergogne et effrontément. Il est le fait d'un matador qui n'a pas accepté de prendre les risques de sa fonction. Le coup est porté en esquivant complètement la corne droite. Il est le plus souvent sanctionné par une bronca.